# Michela Franchetti
Michela Franchetti (Ravenna, 5 giugno 1976) è un'ex cestista italiana.
Guardia di 178 cm, ha giocato in Serie A1 con Cesena, Reggio Emilia, Messina, Taranto, Pozzuoli e Viterbo.

## Palmarès
- Campionato italiano: 1
Taranto: 2002-03